# Twins Twins
Twins Twins er en dansk musikgruppe.
Twins Twins blev dannet i 2006 af Dennis DeBannic, Morten Hyldahl, Mads Munk og Theis Ørntoft. Gruppen har tidligere været Soundvenue Selected og ligget i toppen af Det Elektriske Barometer, og i 2008 blev singlen "Strawberry Wine" udgivet.
Debutalbummet Until  Dawn udkom den 12. oktober 2009. På debutalbummet er det tydeligt, at gruppen har udvidet instrumenteringen, arrangementerne og melodierne fra deres EP "Five Songs" fra september 2008, og det nye materiale er et miks af romantisk rock og eksperimenterende pop iblandet bl.a. hiphop, dance og elementer af kompositionsmusik.

## Diskografi
- Until Dawn (2009)